# Unfriedshausen
Unfriedshausen ist ein Gemeindeteil von Geltendorf im oberbayerischen Landkreis Landsberg am Lech.

## Lage
Der Weiler liegt circa drei Kilometer nordwestlich von Geltendorf und ist über die Staatsstraße 2027 zu erreichen.

## Geschichte
Unfriedshausen wurde 1248 erstmals erwähnt. Die ursprünglich vier Höfe gehörten zum Kloster Rottenbuch. 
Am 1. Juli 1972 wurde die bisher selbständige Gemeinde Walleshausen mit dem Ortsteil Unfriedshausen nach Geltendorf eingegliedert.

## Baudenkmäler
Siehe: Liste der Baudenkmäler in Unfriedshausen
- Katholische Kapelle St. Petrus

## Bodendenkmäler
Siehe: Liste der Bodendenkmäler in Geltendorf